# Linguagem inclusiva
Linguagem inclusiva é um estilo de linguagem que evita expressões que implicam ideias que são sexistas, racistas ou de outra forma tendenciosas, preconceituosas ou discriminatórias a grupos específicos de pessoas, percebidas por seus proponentes; e, em vez disso, usam uma linguagem destinada a evitar ofensas, opressões e cumprir os ideais de igualitarismo, inclusão social e equidade.
Seus defensores argumentam que a linguagem é frequentemente usada para perpetuar e espalhar o preconceito e que criar intenção em torno do uso de linguagem inclusiva pode ajudar a criar organizações e sociedades mais produtivas, seguras e lucrativas. O termo "politicamente correto" às vezes é usado para se referir a essa prática, seja como uma descrição imparcial ou neutra por apoiadores, por comentaristas em geral, ou com conotações negativas por seus oponentes. O uso de terminologia neutra em termos de gênero tem sido controverso em idiomas em que "toda a gramática tem gênero", como espanhol, francês, italiano, português e alemão; e algumas áreas proibiram seu uso.
A linguagem inclusiva é geralmente adotada seguindo um guia linguístico que lista palavras e expressões que não devem ser usadas e as substitui. Guias linguísticos são usados por muitas organizações, especialmente sem fins lucrativos.
A Defensoria Pública do Estado da Bahia publicou em 2021 no Dia da Consciência Negra uma cartilha de orientação sobre palavras e termos que consideram racistas. Mas há discordâncias, incluindo por colunistas da Folha de S.Paulo.

## Viés
Parte importante da comunicação sem viés é usar palavras que não ofendam o receptor. Conforme Locker, "Linguagem sem viés é aquela sensível ao sexo, raça, idade, condição física e muitas outras categorias das pessoas. Não discrimina e inclui todos os leitores de forma justa e amigável."
O viés existe em toda parte, mesmo quando não reconhecido. Uma comunicação pode ser enviesada se:
1. Fizer afirmações sem fundamentação.
2. Empregar linguagem excessiva ou inapropriada.
3. Em texto, não tiver autor claro.
4. Em fala, o emissor tiver má reputação.[11]

Fontes assim devem ser questionadas, pois o viés pode comprometer sua validade. Evitar viés garante clareza e confiança.

## Escopo

### França
Em francês, referir-se a grupo misto como "amis" era o padrão, mas a variação neutra "ami·e·s" surgiu. Em maio de 2021, o Ministério da Educação proibiu em escolas a chamada "escrita inclusiva", que usa o ponto mediano para mostrar simultaneamente formas femininas e masculinas.

### Argentina
Em junho de 2022, a prefeitura de Buenos Aires proibiu professores de usar termos neutros em gênero em aulas e comunicações com pais, por violar regras do espanhol e prejudicar a leitura. Ao menos cinco grupos (de direitos LGBT e civis) contestam a medida. O governador de Buenos Aires, Axel Kicillof, rejeitou a autoridade da RAE, citando a Guerra da Independência da Argentina.

### Uruguai
Em dezembro de 2021, o órgão público de educação do Uruguai emitiu memorando para limitar o uso de linguagem inclusiva.

### Estados Unidos
Organizações dos EUA com guias de linguagem inclusiva incluem Sierra Club, American Cancer Society, American Heart Association, American Medical Association, National Recreation and Park Association, Columbia University School of Professional Studies, University of Washington. Segundo George Packer, esses guias baseiam-se em outros, como A Progressive's Style Guide e o glossário da Racial Equity Tools.
Várias empresas de tecnologia oferecem guias: Google, Apple, Microsoft, IBM, Cisco Talos, SAP.

## Exemplos
| Justificativa para a mudança de linguagem sugerida | Expressão a ser evitada | Substituição proposta |
| --- | --- | --- |
| Para evitar o sexismo implícito, binarismo ou a heteronormatividade com linguagem neutra de gênero | - Mordomo/aeromoça - Usar a palavra "homem" para se referir à humanidade em geral - Câmara de Vereadores - Uso do masculino genérico para grupos de gênero misto - Presumir tratamento de pronome pessoal com base na ocupação ou no sexo do cônjuge                                  | - Comissário de bordo - Ser humano, pessoa - Câmara Municipal - Gênero neutro plural ou linguagem neutra de forma a incluir todos os gêneros - Perguntar e respeitar pronomes preferidos de outrem ou autointrodução de pronome de tratamento |
| Para evitar o sexismo em qualquer implicação de que as mulheres devam seguir papéis de gênero "tradicionais", sejam de alguma forma desiguais aos homens, sejam valorizadas principalmente como esposas ou objetos sexuais, ou que o trabalho não remunerado das mulheres é menos importante do que o trabalho remunerado | - Menina, guria ou garota para mulher adulta (etarismo) - Senhorita ou Srt.ª - Do lar | - Moça - Senhora, Sr.ª ou sem honoríficos - Dona de casa (em inglês: homemaker) |
| Para evitar terminologia que não é empoderadora, tem conotações negativas, ou está sujeita a um eufemismo em relação a - Racialidade (evitar racismo) - Casta - Deficiência (evitar o capacitismo) - Situação migratória - Situação da habitação (evitar aporofobia) - Estado de saúde                                    | - Amarelo, mulata (referindo-se a uma pessoa) - Aleijado ou deformado, deficiente, ou retardado - Imigrantes, refugiados ou cidadãos ilegais (referindo-se à população em geral) - Errante, andarilho, vadio, morador de rua, mendigo ou vagabundo - Doente mental, demente ou maluco | - Asiático ou descendente da Ásia Oriental, negra, afrodescendente ou mestiça, em geral "pessoa de cor" - Pessoa com deficiência física, pessoa com deficiência, pessoa com deficiência intelectual - Imigrante, migrante ou residentes sem documentação - Sem-teto, desabrigado ou pessoas em situação de rua - Pessoa com transtorno mental, consumidor ou cliente de cuidados de saúde mental |
| Evitar estereótipos negativos de grupos étnicos | - Judiar - Ciganos | - Maltratar - Povo romani |
| Evitar o racismo estrutural, o colonialismo e a intolerância religiosa, seja abertamente ou por associação histórica | - Qualquer injúria étnica ou religiosa - Qualquer coisa que seria considerada uma microagressão, como lista negra, humor negro, mercado negro, criado-mudo | - Lista proibida - Humor ácido - Mercado clandestino - Mesa de cabeceira |
| Evitar o tamanhismo, gordofobia e o body shaming | - "Cheinha", "fofinho", "baleia", "plus-size", "obeso" - Olho gordo | - "Curvilínea", "corpo gordo" ou simplesmente falar "de todos os tamanhos" - Mau-olhado |
| Evitar insultos direcionados à dignidade humana, enfatizando a humanidade dos indivíduos em vez de rótulos de grupo | - "Ele é viado", "ela é sapatão" - "Ele está fingindo demência", "ele é idiota", "ele é esquizo" | - "Ele é um homem gay", "ela é lésbica" - "Ele está se fingindo de desentendido" |
| Para evitar o racismo implícito, imperialismo ou colonialismo usando nomes indígenas em vez de nomes usados pelos colonizadores | - Índio, culturas primitivas - Esquimós | - Nativo, cultura indígena, povos originários - Inuítes ou iúpiques |
| Evitar ofensas a não-cristãos e não-crentes (ver controvérsias do Natal) | - Desejar a estranhos (cuja religião é desconhecida) "Feliz Natal" - Numeração de anos com a.C./d.C. significando "antes de Cristo" e "o ano do Senhor" (Anno Domini) | - "Boas Festas" - Numeração de anos com a.E.C. significando "antes da era comum" e "era comum" (EC) |
| Evitar a transfobia implícita, o determinismo biológico e o generismo binário | - Usar "ele" ou "ela" com base na aparência (expressão de gênero) ou nome - "Mulher biológica" ou "fêmea" - Usar mãe ou "leite materno". | - Pergunte às pessoas por quais pronomes elas preferem ser abordadas, ou apresente-se com seus próprios prenome e conjuntos de gênero (por exemplo, "Meu nome é Cris e uso o/ele/-o.") - "Pessoa com vulva", "pessoa com ovários", "pessoas que menstruam" - "Pessoa lactante" ou "parturiente", "leite humano", para incluir gravidez transgênero                                               |
| Assumir uma posição sexo-positiva e evitar o slut-shaming ou obscurantismo | Prostituta, garota ou garoto de programa | Profissional do sexo ou trabalhador sexual |
| Evitar associação entre posse de animais e posse de pessoas (escravidão) em geral, antropocentrismo, especismo ou carnismo | - Dono de animal de estimação ou doméstico - Usar anta, burro ou jumento como xingamento | - "Tutor de animal de estimação" - Não utilizar nomes de animais como palavra pejorativa |
| Evitar o estigma que promove a discriminação contra as pessoas com HIV/AIDS | Limpo | HIV negativo |
| O movimento de neurodiversidade, incluindo o movimento de direitos dos autistas, quer evitar a psicofobia e o estigma do autismo, vendo várias condições neurológicas não como doenças a serem curadas, mas diferenças a serem abraçadas, como canhotos ou homossexualidade                                               | - "pessoa que sofre de autismo", "pessoa portadora de autismo" - "saudável" ou "normal" | - "autista" - "neurotípico" ou "alístico" para se referir a pessoas que não são neurodivergentes ou autistas |
| Evitar a discriminação contra assexuais e a amatonormatividade | - Usar "virgem" como algo negativo - Usar "amor" implicando amor romântico monogâmico apenas | |

## Impacto

### Inclusão e divisividade
Tanto a correção política quanto a linguagem inclusiva usam termos neutros para influenciar forças psicológicas e sociais e combater preconceitos. Porém, enquanto alguns públicos abraçam, outros rejeitam (ex.: suposto "Guerra do Natal"). Organizações correm o risco de alienar quem discorda. Assim, a linguagem inclusiva tornou-se parte das "guerras culturais".

### Outras preocupações
O jornalista George Packer critica:
- Substituir linguagem vívida por jargão, sem gerar empatia;
- Banir não só termos ofensivos, mas também inofensivos ("urban", "hardworking", "fieldwork");
- Tornar a linguagem imprecisa ("justice-involved person");
- Ser projeto liderado por poucos "especialistas", sem debate público;
- Servir como paliativo para mudar linguagem em vez de enfrentar injustiças.

Exemplo de comparação (Boo vs. guia inclusivo):
| Original                             | Linguagem inclusiva                    |
| ------------------------------------ | -------------------------------------- |
| The One Leg's given name was Sita... | Sita era uma pessoa com deficiência... |

Críticas apontam que regras de linguagem inclusiva podem:
1. Tornar textos menos claros e envolventes;
2. Borrar distinções relevantes (ex.: mães vs. bodies with vaginas).[80]